# John Hales
Pour les articles homonymes, voir John Hales Calcraft et Hales.
John Hales (1584-1656) est un clerc, écrivain et théologien anglais.
Né à Bath, Il a étudié et enseigné à Oxford. Gentilhomme anglais, membre du Parlement et de la commission des « clôtures », il est un observateur privilégié des mouvements économiques de l'époque.

## Principaux écrits
- Oratio Funebris habita in Collegio Mertonensi . . . quo die . . . Thomse Bodleio funus ducebatur, &c., Oxford, 1613.
- A Sermon . . . concerning the Abuses of the obscure places of Holy Scripture, &c., Oxford, 1617.
- Of Dealing with Erring Christians, sermon à St. Paul's Cross.
- Of Duels, sermon à La Haie
- The Way towards the Finding of a Decision of the Chief Controversie now debated concerning Church Government, &c., 1641, anon.
- A Tract concerning Schisme and Schismatiques, ... by a learned and judicious divine, &c., 1642.
- Of the Blasphemie against the Holy Ghost, &c., 1646.

## Sources
- John Hales sur le Dictionary of National Biography, 1885-1900, Volume 24
- John Hales sur Wikisource